# Vincetoxicum amplexicaule
Vincetoxicum amplexicaule är en oleanderväxtart som beskrevs av Philipp Franz von Siebold och Zuccarini. Vincetoxicum amplexicaule ingår i släktet tulkörter, och familjen oleanderväxter. Inga underarter finns listade i Catalogue of Life.